# روبرت غرينبيرغ
روبرت غرينبيرغ (بالإنجليزية: Robert Greenberg)‏ هو ملحن أمريكي، ولد في 18 أبريل 1954 في نيويورك في الولايات المتحدة.

## وصلات خارجية
- الموقع الرسمي
- روبرت غرينبيرغ على موقع ميوزك برينز (الإنجليزية)
- روبرت غرينبيرغ على موقع ديسكوغز (الإنجليزية)